# Carassius auratus
Il carassio dorato o pesce rosso (Carassius auratus) è un pesce d'acqua dolce, appartenente alla famiglia dei Cyprinidae.

## Descrizione
Il pesce rosso presenta una struttura anatomica ben proporzionata con corpo piuttosto affusolato ma robusto. Tutte le pinne sono mediamente proporzionate, con la caudale leggermente bilobata. La bocca, piuttosto piccola, è priva di barbigli, a differenza di quella presente nella carpa, specie a cui assomiglia nella forma generale del corpo.
Le sue dimensioni vanno da 2–3 cm a 20–25 cm. 
La linea laterale è praticamente diritta e conta mediamente 30 scaglie.
La colorazione degli avannotti, che al momento della schiusa delle uova sono lunghi 4 millimetri, nonché degli esemplari molto giovani, è sempre bruno-olivastra come per il Carassius carassius; salvo nei rari casi di albinismo. La mutazione alla livrea rosso-arancio, che contraddistingue il carassio dorato d'allevamento da quello selvatico, avviene dal terzo all'ottavo mese di vita salvo per esemplari albini che rimarranno chiari per sempre.
Il principale fattore ambientale che regola la mutazione del colore è la temperatura dell'acqua: esemplari allevati a temperature inferiori ai 18 °C, infatti, tenderanno a rimanere per sempre di livrea bruno-olivastra; gli esemplari allevati in vasche la cui temperatura superi i 20 °C, muteranno in gran numero nel caratteristico colore rosso-arancione.

## Distribuzione e habitat
Questa specie è originaria dell'Asia orientale (Cina meridionale), ma è stata da così tanto tempo introdotta in altre aree che è estremamente difficile ricostruire il suo areale originario. Allevato e selezionato dal X secolo in Cina e diffuso in Europa alla fine del XVII secolo, il Carassio rosso può raggiungere e superare la lunghezza di 20 cm se allevato in un laghetto.
Il pesce rosso in natura vive in fiumi, laghi e specchi d'acqua calma, fino a una profondità massima di 20 metri. I pesci rossi e le altre carpe vengono immessi spesso in acque stagnanti per ridurre la popolazione di zanzare. Va detto però che la loro introduzione ha spesso conseguenze negative sull'equilibrio dell'ecosistema locale.

## Varietà

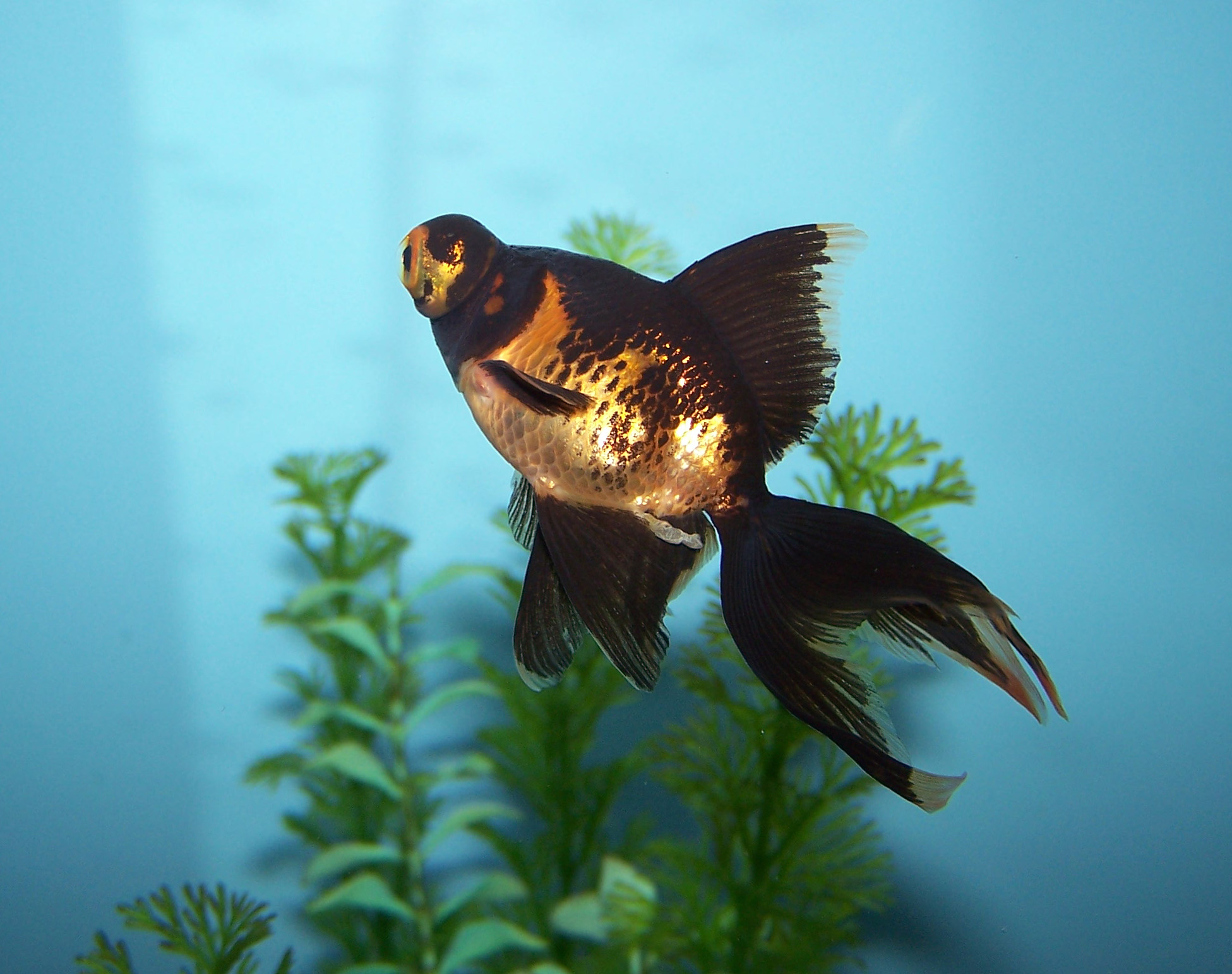
Un Black Moor giapponese in acquario

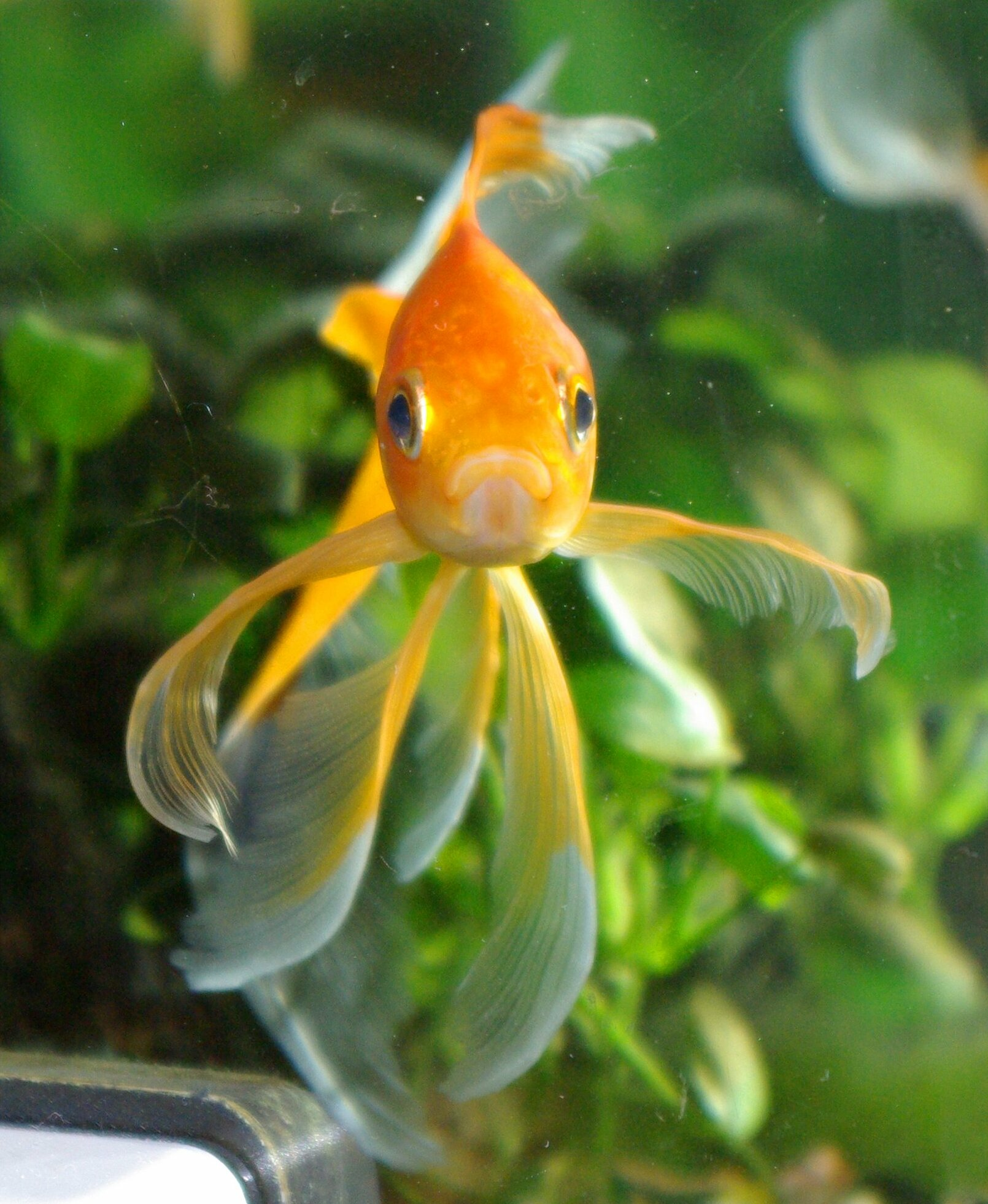
Varietà cometa in vista frontale

Gli incroci selettivi hanno prodotto esemplari con diverse variazioni di colore, alcuni dei quali si allontanano notevolmente dal colore dorato del pesce originale. Esistono inoltre forme del corpo diverse, così come differenti configurazioni degli occhi e delle pinne. Queste varietà estreme di pesce rosso devono essere tenute in un acquario; sono molto meno resistenti di quelle più simili all'originale "selvatico".

## Biologia
I pesci rossi possono soffrire di alcuni disturbi, i principali sono l'ulcera e l'idropisia.
L'ulcera in genere è contagiosa, non si può curare, ma raramente uccide il pesce, anche se spesso lo mutila. Avendone la possibilità è d'obbligo isolare il pesce malato.
Negli allevamenti, quando raggiungono i 13 cm di lunghezza vengono vaccinati, ed è molto difficile che in futuro si ammalino di ulcera batterica.
Il dropsicismo (o idropisia) è una malattia un po' più rara, il sintomo principale è uno "spettinamento" delle squame. In pratica il pesce sembra arruffato, poiché accumula troppa acqua nel corpo, e la sua nuova forma spinge le squame in fuori. 
Questo disturbo può uccidere il pesce, ma non è ritenuto contagioso.

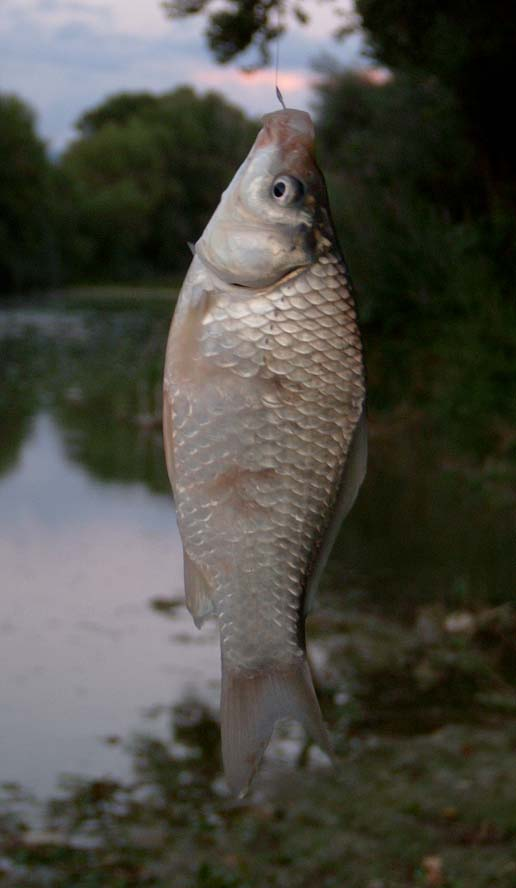
Un esemplare della forma selvatica catturato nel fiume Ombrone (GR), rilasciato dopo la foto

Per evitare i disturbi è bene che l'acqua dei pesci rossi sia sempre pulita e che fra le decorazioni dell'acquario non rimanga cibo in fermentazione.
L'acqua andrebbe parzialmente cambiata con regolarità. Nella stragrande maggioranza dei casi l'acqua di rubinetto va bene, e può essere utile preventivamente lasciarla decantare indicativamente una decina di ore per liberare nell'aria il cloro in essa disciolto.
Per cambiare l'acqua dagli acquari usare un tubo flessibile per succhiarla via, usarlo come fosse un aspirapolvere per raccogliere i residui, e togliere circa il 10% settimanale (o il 20% se la si cambia ogni due settimane) dell'acqua quindi versare l'acqua pulita senza spostare il pesce, che viceversa verrebbe sottoposto a stress inutile.

### Comportamento
Si dice spesso che il pesce rosso abbia una memoria limitata a pochi secondi (e tal supposizione dovrebbe, ragionevolmente, estendersi alla stragrande maggioranza dei pesci, nonché ad altri vertebrati a sangue freddo, viste le similarità anatomiche e funzionali dei loro sistemi nervosi). In realtà, questi pesci associano stimoli e mantengono per diverso tempo delle risposte apprese. Ad esempio, possono essere addestrati a svolgere compiti semplici, come a mangiare solo in un'area del loro acquario.
Il modo in cui i pesci delle stesse varietà si raggruppano nuotando insieme, suggerisce che i pesci di questa specie siano in qualche modo consci del proprio colore o forma.

### Alimentazione
La dieta nel suo ambiente naturale comprende piccoli crostacei, insetti.
Non essendo un pesce selettivo, in acquario si possono nutrire con gli appositi mangimi, preferibilmente a granuli.
Si consiglia di nutrirli due o tre volte al giorno con piccole quantità di cibo, in maniera che questo possa essere mangiato nell'arco di un minuto o due, sia per non sporcare l'acqua sia perché questi pesci tendono a ingozzarsi e rischiare seriamente di ammalarsi.
È possibile dar loro da mangiare cibi freschi, qualche giorno la settimana. Tra questi gradiscono molto: pisellini freschi, insalata, zucchine, carote. La verdura va sbollentata in maniera che vada a fondo una volta inserita nell'acquario. 
Inoltre la dieta andrebbe integrata con mangimi vivi, surgelati o liofilizzati, ad esempio larva di zanzara, dafnia o artemia salina. Il mangime non deve essere troppo ricco di proteine per evitare il pericolo di adiposità, frequente causa di moria tra i pesci rossi.
È suggerito inoltre di lasciare a digiuno un giorno a settimana.

### Riproduzione
Sono pesci prolifici, che depongono le uova tra i vegetali. La loro riproduzione principalmente ha luogo in primavera-estate, cioè quando la temperatura dell'acqua inizia a superare stabilmente i 16 °C (condizione indispensabile). Le femmine, generalmente più numerose dei maschi, si radunano in grossi bacini non molto profondi e successivamente sono raggiunte dai maschi. La tecnica di corteggiamento è piuttosto lunga; durante questa fase, il maschio, una volta scelta la partner, comincia a solleticarle l'addome mediante speciali piccole protuberanze che prendono il nome di tubercoli nuziali. La femmina è palesemente più grossa del maschio, infatti contiene le uova; il corteggiamento può durare da poche ore a circa tre giorni, alla fine dei quali la femmina depone le uova: ne può fare trentamila per ogni chilogrammo di peso del suo corpo. Le uova successivamente vengono fecondate dallo sperma maschile che però può vivere solamente trenta secondi nell'acqua, infatti la fecondazione è esterna al corpo materno. Dopo circa cinque giorni/una settimana, nascono le "larve" o "avannotti" che si nutriranno per i successivi nove giorni grazie al nutrimento del loro sacco vitellino. Col passare dei giorni, però, il sacco vitellino si esaurisce e fino a quando gli avannotti non impareranno a nutrirsi da soli, vi sarà un alto tasso di mortalità. I piccoli superstiti, se non cadranno vittime dei molti predatori acquatici (compresi gli stessi Carassius auratus adulti), raggiungeranno la maturità sessuale che avviene generalmente al secondo anno per i maschi e al terzo-quarto per le femmine. Grazie alla grande prolificità, i pesci rossi introdotti in habitat favorevoli al loro sviluppo, tendono a diventare infestanti danneggiando l'equilibrio autoctono.

## Sottospecie
Sono riconosciute cinque sottospecie:
- Carassius auratus argenteaphthalmus
- Carassius auratus auratus
- Carassius auratus buergeri
- Carassius auratus grandoculis
- Carassius auratus langsdorfii

La specie Carassius gibelio viene talvolta da alcuni autori considerata sottospecie di C. auratus o di C. carassius.

## Pesca
Le carni, avendo un pessimo sapore ed essendo ricchissime di spine, sono pressoché inutilizzate nell'alimentazione umana.

## Usanze e tradizioni
- Nell'ambiente studentesco degli USA si era diffusa una strana "prova di coraggio": inghiottire un pesce rosso vivo. Questa pratica venne registrata per la prima volta all'Università Harvard nel 1939, ma è andata via via scomparendo nel corso degli anni.
- In molti Paesi i pesci rossi vengono spesso distribuiti come premi nei luna park e nelle fiere paesane, in sacchetti di plastica contenente acqua appena sufficiente per farli sopravvivere. In Gran Bretagna il governo ha proposto di vietare questa pratica, in osservanza delle leggi per i diritti degli animali, ma un rapporto del 2005 riporta che questa idea sia stata abbandonata.

## Galleria d'immagini

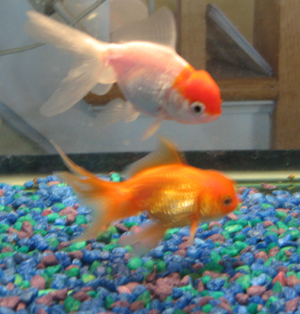
Due pesci rossi in un acquario
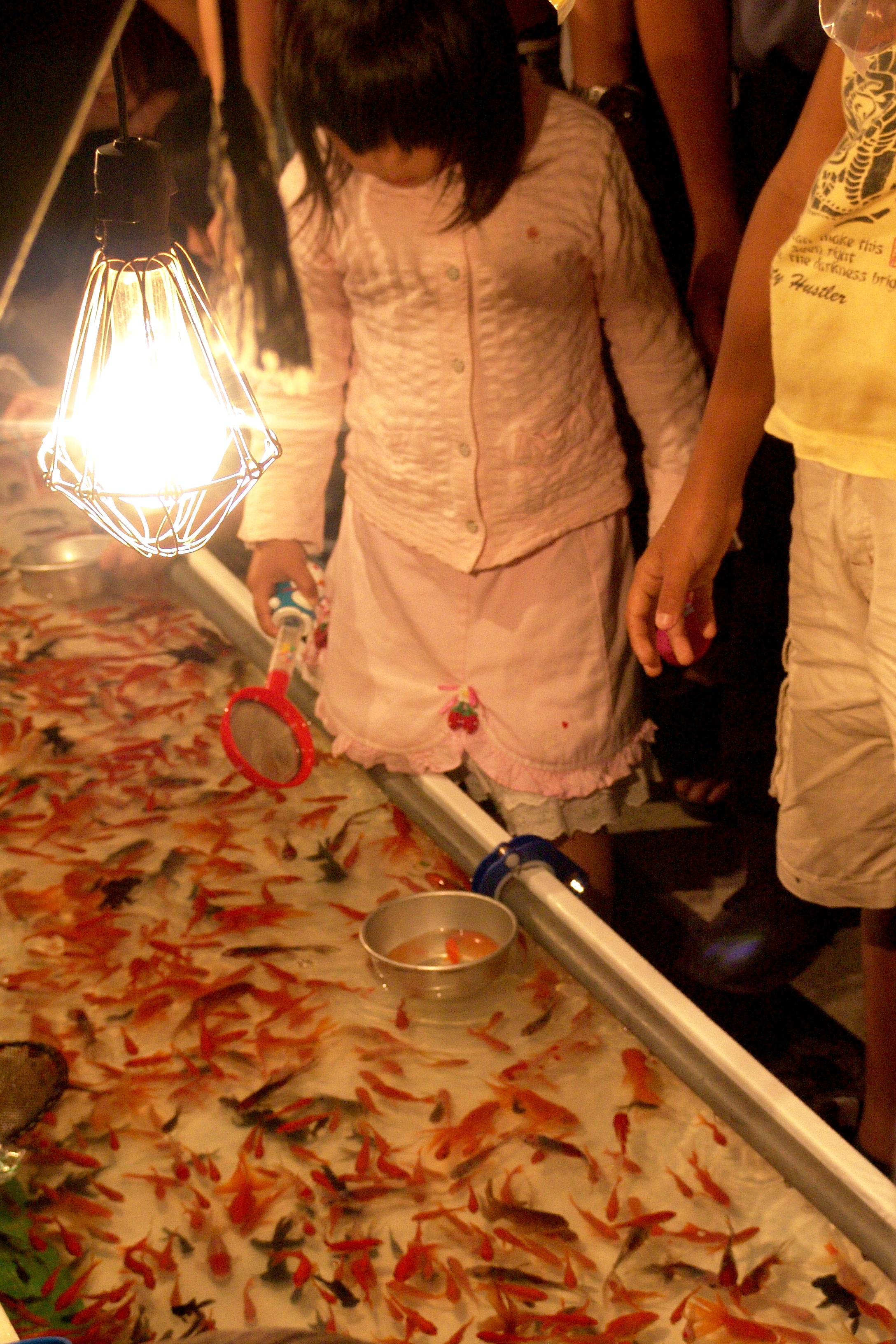
Dei pesci rossi in un catino
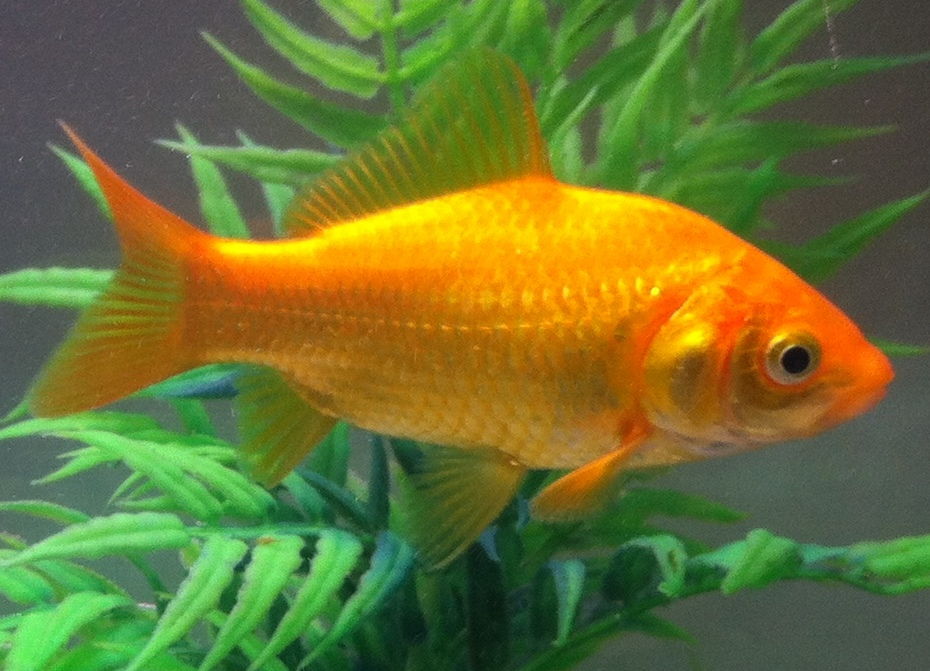
Pesce rosso in un acquario